# Виртуальный факс
Виртуальный факс — виртуальный номер, принимающий факсимильные сообщения, а затем обрабатывающий их и переправляющий на электронную почту владельца. Для работы виртуального факса офису не требуется физический факсимильный аппарат, достаточно воспользоваться услугой «виртуальный факс» телекоммуникационной компании.
Телекоммуникационные компании могут предлагать услугу «виртуальный факс» наряду с такими услугами, как виртуальный номер и виртуальный офис. Клиенту, желающему пользоваться виртуальным факсом, предоставляется номер, который он публикует в качестве номера факса. Все факсимильные сообщения, приходящие на этот номер, обрабатываются на сервере компании-продавца услуги, а затем отправляются на электронную почту клиента. Таким образом, владелец виртуального факса может прочитать свои сообщения с любого компьютера и при необходимости распечатать нужные документы на принтере.
Поскольку виртуальный факс не привязан к обычной телефонной линии, он может принимать любое количество сообщений одновременно. Все факсы сохраняются на электронном ящике и формируются таким образом в электронный архив.
Также часто в услугу «виртуальный факс» входит функция отправки сообщений, она осуществляется с помощью электронной почты. При этом получатель не может определить, каким способом было отправлено сообщение.

## Применения
Виртуальный факс может использоваться:
- как составляющая услуги «виртуальный офис» компаниями, фактически не имеющими помещения под офис,
- как альтернатива покупке факсимильного аппарата,
- для разгрузки телефонной линии.